# Паг (острво)
Паг (лат. Pagus = село, итал. Pago) је острво у северном Јадрану, у близини хрватске обале. Представља пето по величини хрватско острво, а од свих хрватских острва има најдужу обалу.
Према подацима из 2001. године Паг има 7.969 становника. Уз градове на острву Паг и Новаљу, постоје многа мања места и туристичка одредишта, од којих је најпознатија плажа Зрче. Острво је административно подељено на северни део који припада Личко-сењској и јужни део који припада Задарској жупанији.
Острво Паг је мостом (340 m) повезан са копном према Задру.

## Историја
Острво је 1838. године имало површину од 80 квадратних миља, главно насеље је Паг, а укупно има тада 4500 острвљана. Канал који га дели од копна зван је у то време Морљак.
На острву се 1941. налазио усташки логор смрти, који је распуштен када су острво преузели Италијани.

## Географија
Паг припада севернодалматинском архипелагу и простире се у смеру северозапад-југоисток дуж обале стварајући Велебитски канал. Острво има површину од 305 km² и обалу дужине 302,47 km. Дугачко је 60 km (од северозапада према југоистоку), и широко између 2 и 10 km.
Југозападна обала острва је ниска (Пашки залив са великом увалом Цаска), док је северозападна обала стрма и висока: (Залкева Стара Новаља). Већина острва је стеновита; мања подручја су покривена медитеранским грмљем. Југоисток острва садржи кршка језера Вело Блато и Мало Блато. Највиши врх острва је Свети Вид (348 m).
Вино (домаћа сорта жутица), поврће и воће се узгајају у долинама и пољима. Област полуострва Лун је прекривена маслиницима. Већа места на острву су спојена путем. На северу постоји трајектна веза са копном Призна - Жигљен. Веће луке и насеља су Лун, Стара Новаља, Новаља, Колан, Шимуни, Метајна, Паг, Дињишка и Повљана.